# 渡部和
渡部 和（わたなべ ひとし、1930年12月26日 - ）は、日本の電気工学者。電子計算機（コンピュータ）開発の先駆者。電子回路・システム技術における歴史的貢献を顕彰するキルヒホッフ賞を日本人として初めて受賞。
京都大学工学部電気工学科（旧制）卒業後、日本電気に入社。濾波器の設計に従事し、その基礎となる回路網理論を研究した。設計に要する膨大な数値計算を自動化するために電子計算機を開発し、電子計算機を用いた電気回路設計自動化（CAD）に道を拓いた。その後、ネットワーク分散型の計算機開発、情報ネットワーク研究に従事した。日本電気中央研究所常務理事を経て、1991年から2005年まで創価大学教授。同大名誉教授。

## 略歴
- 1930年12月 - 島根県に生まれる
- 1953年 3月 - 京都大学工学部電気工学科（旧制）卒業
- 1953年 4月 - 日本電気株式会社に入社[2]
- 1954年 9月 - 同社伝送通信事業部技術部で濾波器の設計に従事し、回路網理論の研究、電子計算機の開発を始める
- 1958年11月 - 東北大学で電子計算機SENAC-1（日本電気名NEAC-1102）が稼動
- 1961年 1月 - 2号機NEAC-1103が稼動、防衛省に納入
- 1961年 5月 - 京都大学より工学博士の学位を受ける（伝送回路網の構成に関する研究）
- 1968年 6月 - 同社中央研究所コンピュータ・サイエンス研究部長
- 1971年 1月 - 同社コンピュータ方式技術本部プログラム開発部長
- 1974年10月 - 同社情報処理小型システム営業本部長
- 1976年 5月 - 同社情報処理小型システム事業本部長
- 1980年10月 - 同社支配人
- 1987年 1月 - 同社常務理事
- 1991年 3月 - 同社退職
- 1991年 4月 - 創価大学教授
- 1997年 4月 - 同大工学部長
- 2005年 3月 - 同大退職、名誉教授

## 受賞歴
- 1960年 - 電気通信学会稲田記念学術奨励賞（複通過域濾波器）
- 1961年 - 電気通信学会論文賞（濾波器のチェビシェフ近似理論）
- 1967年 - 電気通信学会論文賞（回路網設計における逐次チェビシェフ近似理論）
- 1968年 - 電気通信学会論文賞（回路網解析と位相幾何学的自由度）
- 1968年 - 電気通信学会著述賞（伝送回路網の理論と設計）
- 1971年 - IEEE Fellow Award
- 1984年 - IEEE Centennial Award
- 1990年 - 東京都科学技術功労賞
- 1991年 - IEEE CAS Van Valkenberg Award
- 1995年 - IEEE Life Fellow
- 2000年 - 情報処理学会名誉会員
- 2000年 - IEEE Third Millennium Medal
- 2000年 - Circuits and Systems Society Golden Jubilee Medal
- 2000年 - 電子情報通信学会フェロー
- 2010年 - IEEE Gustav Robert Kirchhoff Award [1]
- 2012年 - 電子情報通信学会Fundamentals Reviewベストオーサー賞（技術と科学と境界と――基礎・境界ソサイエティの若い研究技術者に期待する）

## 著書
- 『伝送回路網の理論と設計』オーム社、1968年
- 『広がるOA 深まるOA』C&C文庫、1989年